# Jan Graubner
Jan Graubner (ur. 29 sierpnia 1948 w Brnie) – czeski duchowny rzymskokatolicki, biskup pomocniczy ołomuniecki w latach 1990–1992, arcybiskup metropolita ołomuniecki w latach 1992–2022, przewodniczący Konferencji Episkopatu Czech od 2020 (oraz w latach 2000–2010), arcybiskup metropolita praski i tym samym 25. prymas Czech od 2022.

## Życiorys
Dzieciństwo spędził w Strážnicy. Pracował jako robotnik w Zlinie. W 1968 rozpoczął studia teologiczne. 23 czerwca 1973 przyjął święcenia prezbiteratu. W latach 1973–1982 był wikarym w Zlinie i Valašských Kloboukách. Od 1982 do marca 1990 był proboszczem w Vizovicach i równocześnie administratorem w Provodovie i Horní Lhocie.
17 marca 1990 został mianowany biskupem tytularnym Tagarii i biskupem pomocniczym archidiecezji ołomunieckiej. Po śmierci arcybiskupa Františka Vaňáka został 28 września 1992 mianowany arcybiskupem ołomunieckim. 25 stycznia 2000 został przewodniczącym konferencji episkopatu Czech. Funkcję tę sprawował do kwietnia 2010. Ponownie został przewodniczącym czeskiego episkopatu w roku 2020.
13 maja 2022 papież Franciszek mianował go arcybiskupem metropolitą praskim. 2 lipca 2022 objął kanonicznie archidiecezję, tegoż dnia odbył ingres do praskiej katedry śś. Wita, Wacława i Wojciecha. Tym samym został 37. arcybiskupem praskim i 25. prymasem Czech.

## Odznaczenia
W 2008 roku został odznaczony Orderem Tomáša Garrigue Masaryka II klasy.